# 4-Methyl-3-penten-2-on
4-Methyl-3-penten-2-on (auch Mesityloxid), eine farblose bis gelbe, ölige Flüssigkeit mit pfefferminzähnlichem Geruch, ist ein Kondensationsprodukt des Acetons.

## Gewinnung und Darstellung
Die Herstellung von 4-Methyl-3-penten-2-on erfolgt durch Dehydratisierung von Diacetonalkohol, der aus Aceton hergestellt wird.
Es handelt sich dabei um eine Aldolreaktion (Aldoladdition und Aldolkondensation). Im Labor erfolgt die Darstellung oft mittels einer Soxhlet-Hülse über Calciumhydroxid.

## Verwendung
Der größte Teil des industriell hergestellten 4-Methyl-3-penten-2-on wird zu Methylisobutylketon weiterverarbeitet.
Es dient weiterhin als Ausgangsprodukt für die Synthese von Terpenen und Riechstoffen, sowie als Extraktionsmittel für Thorium und Uran bei der Erzflotation.